# Demijiwśka
Demijiwśka (ukr. Деміївська) – jedna ze stacji kijowskiego metra na linii Linia Obołonśko-Teremkiwśka. Została otwarta 15 grudnia 2010.
Znajduje się przy ulicy „Hołosijiwśkyj Prospekt” Obsługuje obszary mieszkalne położone w okolicy, główny rynek Demijiwski Rynok i centralny dworzec autobusowy (Centralnyj Awtowokzał).